# Laccophilus adspersus
Laccophilus adspersus – gatunek wodnego chrząszcza z rodziny pływakowatych i podrodziny Laccophilinae.
Gatunek ten opisany został w 1848 roku przez Carla Henrika Bohemana. W 1970 Joseph Omer-Cooper wyróżnił dwa podgatunki: L. a. nigeriensis i L. a. sudanensis. Oba zostały zsynonimizowane z taksonem głównym  w 2015 roku przez Olofa Biströma, Andersa N. Nilssona i Johannesa Bergstena ze względu na brak jednoznacznych danych morfologicznych i dotyczących zasięgu.
Chrząszcz o ciele grzbietobrzusznie spłaszczonym, długości od 3,6 do 4,2 mm i szerokości od 1,9 do 2,2 mm. Głowę i przedplecze ma jasnordzawe, prawie niepunktowane, dwojako siateczkowane: oczka większej siatki mieszczą 2 do 8 oczek siatki mniejszej. Pokrywy dość błyszczące, jasnordzawe z nieco zanikającymi, rdzawymi do ciemnordzawych znakami. Powierzchnia pokryw dwojako siateczkowana: oczka większej siatki mieszczą 3 do 8 oczek siatki mniejszej. Miejscami mniejsza siatka prawie zanikła. Punkty w rzędach grzbietowych, grzbietowo-bocznych i bocznych pokryw bardzo drobne i nieregularne. U samca ostatni widoczny sternit odwłoka jest niesymetryczny przez obecność po jednej stronie tylnej krawędzi małego kikuta. Samca cechuje penis o zmiennym wierzchołku: od prosto spiczastego do nieco zakrzywionego i tępego.
Chrząszcz afrotropikalny, znany z Sudanu, Etiopii, Wybrzeża Kości Słoniowej, Nigerii, Kamerunu, Republiki Środkowoafrykańskiej, Ugandy, Kenii, Tanzanii, Angoli, Zambii, Malawi, Zimbabwe, Namibii, Botswany, Suazi i Południowej Afryki.